# Antoninska kuga
Antoninska kuga leta 165-180, znana tudi galenska kuga po zdravniku Galenu, ki jo je opisal,  je bila pandemija črnih koz ali ošpic, ki je izbruhnila v Rimskem cesarstvu po vrnitvi vojakov s pohoda na  Bližnjem vzhodu. Njenega pravega vzorka še niso odkrili. Kot žrtev epidemije je morda umrl tudi cesar Lucij Ver (169) iz Antoninske dinastije, po kateri je epidemija dobila ime. Epidemija je trajala devet let in je po mnenju Kasija Diona samo v Rimu zahtevala 2.000 ali eno četrtino okuženih dnevno. Celotno število žrtev je ocenjeno na pet milijonov. Bolezen je v nakaterih pokrajinah pomorila tretjino prebivalstva in zdesetkala rimsko vojsko.
Antični viri soglašajo, da se je epidemija pojavila med rimskim obleganjem Selevkije pozimi 165-166. Amijan Marcelin poroča, da se je razširila tudi v Galijo in med vojake vzdolž Rena. Evtropij omenja samo to, da je v celotnem cesarstvu umrlo veliko ljudi.

## Epidemiologija
Leta 166 ja slavni grški zdravnik in pisec Galen med epidemijo odpotoval domov v Malo Azijo in se na poziv cesarjev Marka Avrelija in Lucija Vera leta 168 vrnil v Rim. Pozimi leta 168/169  je bil v Ogleju, ko je epidemija izbruhnila med tamkajšnjimi vojaki. Galen je na kratko zapisoval svoja opazovanja in jih objavil v razpravi Methodus Medendi, vsi drugi opisi bolezni pa so razpršeni po njegovih obsežnih spisih.  Kugo opisuje kot obsežno in dolgotrajno. Med znaki bolezni omenja povišano telesno temperaturo, drisko, vnetje žrela in mehurčke na koži, ki so včasih suhi, včasih gnojni in se pojavijo deveti dan bolezni. Galenovi podatki ne zadoščajo za natančno opredelitev bolezni. Znanstveniki domnevajo, da gre za koze.
Zgodovinar William McNeill trdi, da sta bili antoninska kuga in ciprijanska kuga, ki je razsajala od leta 251 do približno 270, različni bolezni – koze in ošpice, vendar ne pove, katera je bila prva. Hudo opustošenje, ki sta ga  med evropskim prebivalstvom povzročili obe kugi, bi lahko pomenilo, da se Evropejci do tedaj z njima še niso srečali in da so preživeli postali zanje imuni. Drugi zgodovinarji menijo, da so v obeh epidemijah razsajale črne koze. Slednje mnenje je bolj verjetno, ker sodobne biomolekularne raziskave kažejo, da so se ošpice razvile po letu 500.

## Posledice
Obupano prebivalstvo se je zatekalo k vsem sredstvom, ki bi jih lahko rešila, tudi črni magiji. Epidemija je imela drastične socialne, politične in gospodarske posledice v celem Rimskem cesarstvu. Med najbolj opazne neposredne učinke zagotovo sodi oslabljena obramba cesarstva med napadom partskega cesarja Vologasa IV. na Armenijo, ker je na vzhodu bolezni podleglo veliko število rimskih vojakov. Na Apeninskem polotoku je izumrlo veliko mest in celotnih pokrajin. Bolezen se je razširila tudi proti zahodu v Galijo in severu Germanijo. Severnoevropska plemena so več let pritiskala proti jugu in iskala ozemlje za svoje naraščajoče prebivalstvo, Rimljani pa jih zaradi občutnega zmanjšanja števila vojakov niso mogli odbiti. Cesar Mark Avrelij je od leta 167 do svoje smrti leta 180 osebno poveljeval legijam ob Donavi, vendar ni mogel povsem preprečiti vdorov germanskih plemen preko reke. Velika ofenziva proti Markomanom je bila ravno zaradi pomanjkanja vojakov preložena na leto 169.
Mark Avrelij je med pohodom v Germanijo napisal svoje filozofsko delo Meditacije. V odlomku IX.2 pravi, da je tudi »kuga okoli njega manj smrtonosna kot hinavščina, zloba in pomanjkanje medsebojnega razumevanja«. Ko je umiral, je rekel: »Ne jokajte nad menoj. Razmišljajte raje o kugi in smrti toliko drugih«.